# Saint-Ouen-sur-Iton
Saint-Ouen-sur-Iton ist eine französische Gemeinde mit 827 Einwohnern (Stand: 1. Januar 2022) im Département Orne in der Region Normandie. Sie gehört administrativ zum Arrondissement Mortagne-au-Perche und ist Teil des Kantons L’Aigle (bis 2015 Teil des Kantons L’Aigle-Est). Die Einwohner werden Audoniens genannt.

## Geographie
Saint-Ouen-sur-Iton liegt etwa 50 Kilometer nordöstlich von Alençon am Fluss Iton. Umgeben wird Saint-Ouen-sur-Iton von den Nachbargemeinden Saint-Michel-Tubœuf im Norden, Chandai im Osten und Nordosten, Vitrai-sous-Laigle im Süden und Südosten, Crulai im Süden, La Chapelle-Viel im Westen und Südwesten sowie L’Aigle im Westen und Nordwesten.

## Bevölkerungsentwicklung
| 1962                      | 1968 | 1975 | 1982 | 1990 | 1999 | 2006 | 2011 | 2016 |
| ------------------------- | ---- | ---- | ---- | ---- | ---- | ---- | ---- | ---- |
| 310                       | 387  | 522  | 684  | 802  | 828  | 863  | 916  | 837  |
| Quelle: Cassini und INSEE |      |      |      |      |      |      |      |      |

## Sehenswürdigkeiten
- Kirche Saint-Ouen aus dem 19. Jahrhundert
- Schloss Le Buat aus dem 18. Jahrhundert
- 14 m hoher kolonnenartiger Turm zu Ehren von Désiré Guillemarre, der der Gemeinde über 50 Jahre als Bürgermeister vorstand